# Novelty (Missouri)
Novelty és una població dels Estats Units a l'estat de Missouri. Segons el cens del 2000 tenia 119 habitants.

## Demografia
Segons el cens del 2000, Novelty tenia 119 habitants, 57 habitatges, i 38 famílies. La densitat de població era de 164,1 habitants per km².
Dels 57 habitatges en un 15,8% hi vivien nens de menys de 18 anys, en un 56,1% hi vivien parelles casades, en un 3,5% dones solteres, i en un 33,3% no eren unitats familiars. En el 29,8% dels habitatges hi vivien persones soles el 14% de les quals corresponia a persones de 65 anys o més que vivien soles. El nombre mitjà de persones vivint en cada habitatge era de 2,09 i el nombre mitjà de persones que vivien en cada família era de 2,53.
Per edats la població es repartia de la següent manera: un 11,8% tenia menys de 18 anys, un 11,8% entre 18 i 24, un 22,7% entre 25 i 44, un 31,1% de 45 a 60 i un 22,7% 65 anys o més.
L'edat mediana era de 48 anys. Per cada 100 dones de 18 o més anys hi havia 94,4 homes.
La renda mediana per habitatge era de 29.583 $ i la renda mediana per família de 37.083 $. Els homes tenien una renda mediana de 25.417 $ mentre que les dones 20.833 $. La renda per capita de la població era de 17.046 $. Cap de les famílies i el 9,9% de la població estaven per davall del llindar de pobresa.

## Poblacions més properes
El següent diagrama mostra les poblacions més properes.